# 재래식 화장실

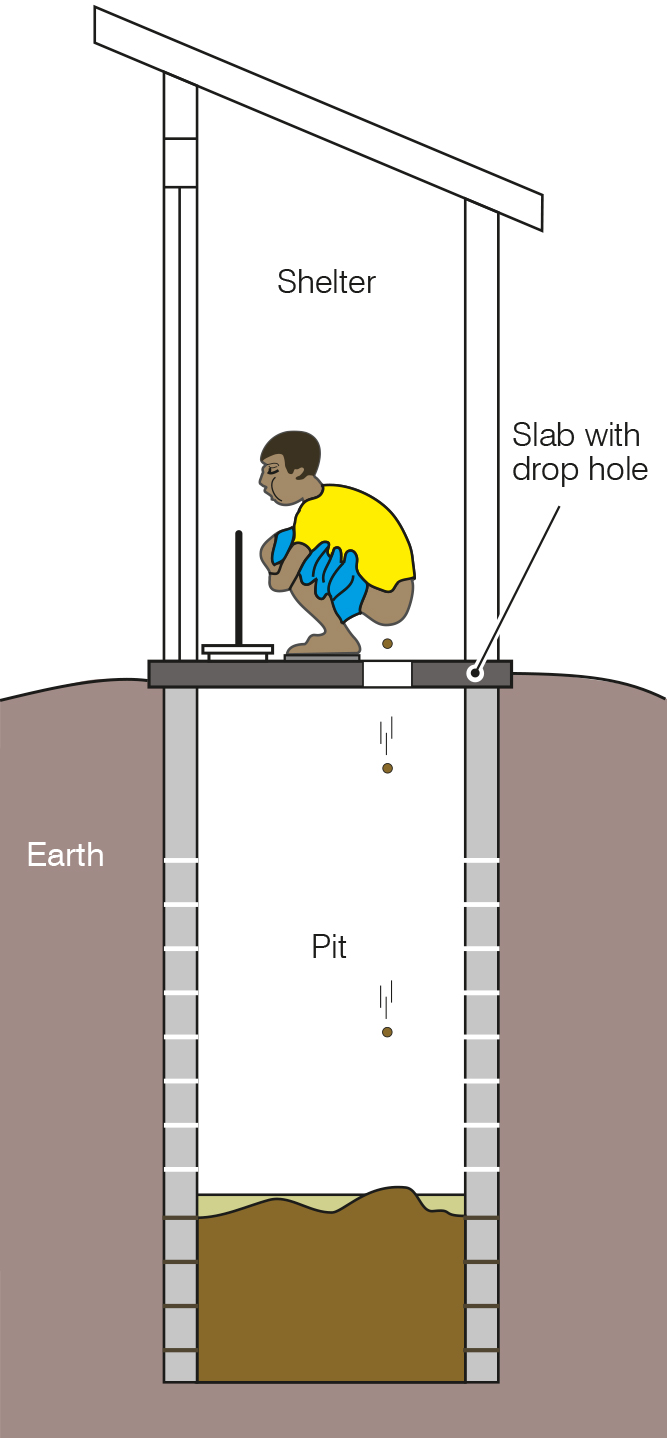

재래식 화장실(pit latrine)은 땅에 있는 구멍에 사람의 배설물을 모으는 일종의 화장실이다. 소변과 배설물은 사용자 편의를 위해 변기나 쪼그려 앉는 팬에 연결될 수 있는 바닥의 낙하 구멍을 통해 구덩이로 들어간다. 재래식 화장실은 물 없이 기능하도록 만들 수도 있고(건식 변기) 물 밀봉 장치(부수형 재래식 변기)를 가질 수도 있다. 재래식 화장실을 적절하게 건설하고 유지 관리하면 노상 배변으로 인한 환경 내 인간 배설물의 양을 줄여 질병 확산을 줄일 수 있다. 이는 파리에 의한 배설물과 음식 사이의 병원균 전파를 감소시킨다. 이 병원체는 감염성 설사와 장내 기생충 감염의 주요 원인이다. 감염성 설사로 인해 2011년에 5세 미만 어린이 약 70만 명이 사망하고 2억 5천만 명의 수업 손실 일수가 발생했다. 재래식 화장실은 사람과 배설물을 분리하는 저렴한 방법이지만 땅에 있는 구멍으로 들어가는 사고로 사망하는 경우도 있었다.